# Даимјо
Даимјо (大名 Daimyō) је титула самураја која се односила на ауторитет и власт над одређеним територијама Јапана од почетка 14. века. Назив даимјо би се могао разложити на две целине, „даи“ (大) буквални превод „велики“, и „мјоден“ (名田) које би се могло превести као приватни посед.
У многим случајевима, титула даимјоа је осигуравана подлостима, сплеткама па чак и убиствима. Браћа, па чак и очеви су уклањани. Ћерке су биле размењиване како би се осигурала савезништва заснована на браку, како су територије расле од једне планинске тврђаве на две, затим три, окружујући плодне долине.
Јапан се убрзо поделио на већи број ситних краљевства, које су држали војни заповедници приватних армија, a период од 1467. до 1615. назива се Сенгоку период - „доба земље у рату“.
Већина сенгоку даимјоа, великих локалних господара из шеснаестог века који су контролисали своје територије, водили су порекло од војних гувернера (шуго) шогуната Муромачи или од њихових вазала, заменика шугоа (шугодај).

## Историја
Реч даимјо обично се преводи као Велико име. Статус даимјоа и њихова улога у историји Јапана еквивалентна је обласним господарима независним од централне власти у средњовековној Србији после смрти цара Душана, па би најближи превод на српски језик био феудалац, великаш или обласни господар.
Даимјо су били локална властела која су држала земљу независно од централне власти цара или шогуна, ослањајући се искључиво на своје приватне оружане снаге. Даимјо су настали у периоду слома централне власти шогуната Ашикага након Онинског рата (1467-1477), познатом као Сенгоку или Период зараћених провинција (1467-1477). У периоду Сенгоку је свака од 66 провинција Јапана била подељена између независних локалних великаша, док је централна власт шогуната Ашикага до средине 16. века спала на Кјото и непосредну околину престонице (провинције Јамаширо, Кавачи, Јамато, Оми и Сецу). Било је више врста ових феудалних господара, зависно од начина на који су дошли до својих поседа након слома централне власти крајем 15. века:
- шуго даимјо (великаши-ѓувернери), бивши војни гувернери (шуго) шогуната Ашикага у провинцијама, који су се осамосталили од шогунове власти. Пример су кланови Такеда, Имагава, Уесуги, Отомо, Шимазу.
- сенгоку даимјо (великаши-ратници), који су своје поседе стекли ратом и освајањем. Пример су кланови Ода и Мори.
- гекокуџо даимјо (великаши-узурпатори), људи ниског порекла који су дошли до поседа свргавањем својих господара. Најбољи примери овог феномена били су кланови Саито, Хоџо и Рјузоџи.[1]

Јапан је поново уједињен у периоду Азучи-Момојама (1568-1598) напорима двојице државника: Ода Нобунаге, који је почео као ситан даимјо у провинцији Овари, да би до смрти 1582. контролисао 20 провинција, и Тојотоми Хидејошија, који је почео као обичан пешадинац код Ода Нобунаге, а умро као царски регент (кампаку) и војни диктатор целог Јапана. Даимјои који су преживели процес уједињења постали су вазали шогуната Токугава у периоду Едо (1600-1867) и задржали су своје поседе као намесници или гувернери потврђени од централне власти.